# Rudolf S. Enblom
| Rudolf Samuel Enblom och trappan i Enbloms villa med hans nyårshälsning, 1 januari 1908. |  | Rudolf Samuel Enblom och trappan i Enbloms villa med hans nyårshälsning, 1 januari 1908. |
| Rudolf Samuel Enblom och trappan i Enbloms villa med hans nyårshälsning, 1 januari 1908. |  |                                                                                          |

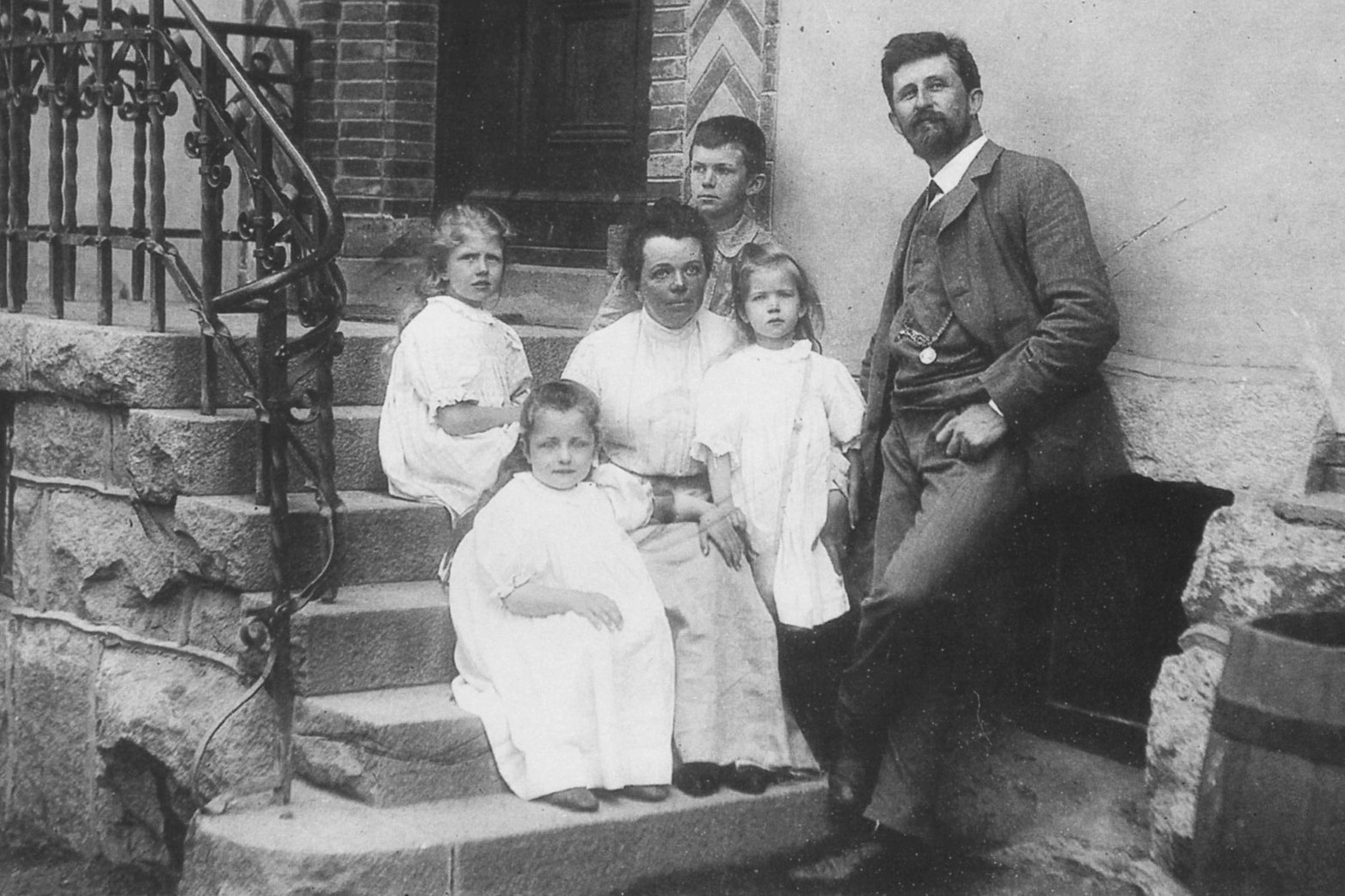
Rudolf Enblom med familj 1906. Fr.v. Sigrid, Karin, hustrun Helfrid, Walfid och Lilia.

Rudolf Samuel Enblom, född 25 augusti 1861 i Hilleshögs socken, död 27 februari 1945 i Djursholm, var en svensk arkitekt och konstindustriell mönsterritare. Rudolf Enblom var brorson till Henrik Victor Enblom och kusin till Fredrik Enblom.

## Liv och verk
Enblom studerade vid Det Tekniske Selskabs Skole och Kunstakademiet i Köpenhamn 1882–1884. Han var extra elev vid Kungliga tekniska högskolan 1884–1886. Från 1887 drev han egen verksamhet i Stockholm och Djursholm. Han var överlärare i byggnadsformlära och byggnadskonstruktionslära vid Tekniska skolan i Stockholm 1899–1932, och föreståndare för dess byggnadsyrkesskola 1925–1932. Som lärare under trettiotre år vid skolan kom han att utöva ett stort inflytande på en hel generation byggnadsingenjörer. 1901–1902 var han tillförordnand professor i byggnadskonstens historia och arkitektur vid Kungliga tekniska högskolan. På högskolan undervisade han som speciallärare i byggnadslära 1912–31. 
I Stockholm har Enblom bland annat ritat hyreshus vid Upplandsgatan 59, 1891, och Västmannagatan 70, 1883, friluftsteatern Kristallsalongen  på Djurgården 1892. Han planerade om- och tillbyggnad av Stockholms enskilda bank i Kvarteret Pan vid Stora Nygatan, 1892–1896.  Vid Frescati ritade han Nobelinstitutet för fysikalisk kemi vid 1909, och tillsammans med Ludwig Peterson Veterinärhögskolans byggnader i Kräftriket 1906–1909. Han har ritat Margaretaskolans byggnad på Bältgatan 5 som uppfördes 1913–1914. 
I Djursholm, där han sedan slutet av 1890-talet var bosatt, står han bakom ett 40-tal villor, bland annat med moderna amerikanska stildrag. Villa Collijn, 1896 är hans verk, liksom Villa Ekman, Midgårdsvägen 9, 1903. För grosshandlare Forsell ritade han Burevägen 17, 1900. Åt sig själv ritade han 1891 Villa Arken (även Villa Enblom) vid Auravägen 16. Han ledde även restaureringsarbetena av Ållonö slott med ledning av bilder i Suecia antiqua. 
Enblom lämnade in ett förslag utom tävlan inom ramen för Skeppsholmstävlingen 1915 som avsåg nybyggnader på Skeppsholmen. Enboms projekt innefattade ett tidigt förslag till en skyskrapa mitt på ön. Han är begravd på Djursholms begravningsplats.

## Bilder verk i urval

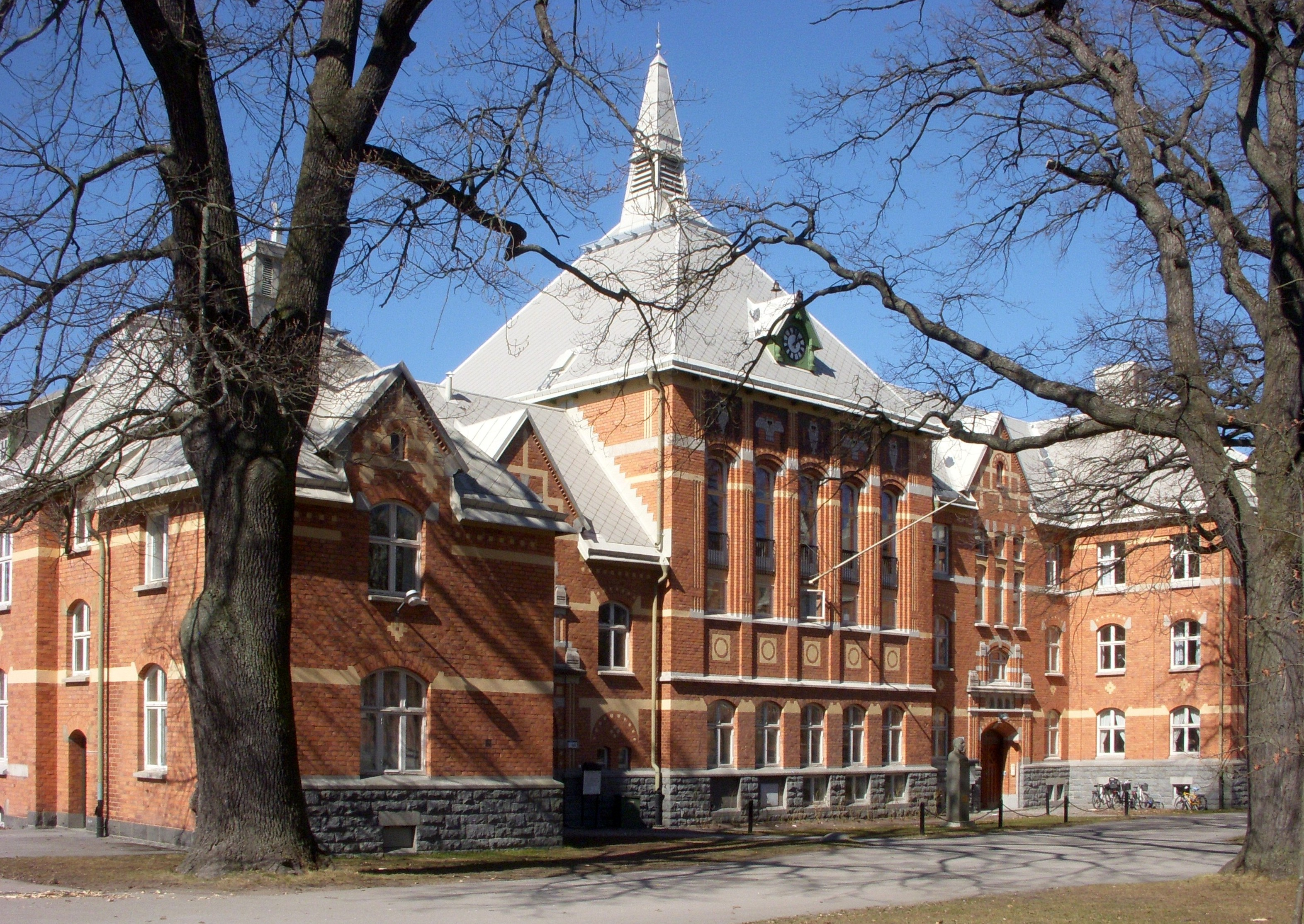
Veterinärhögskolan.
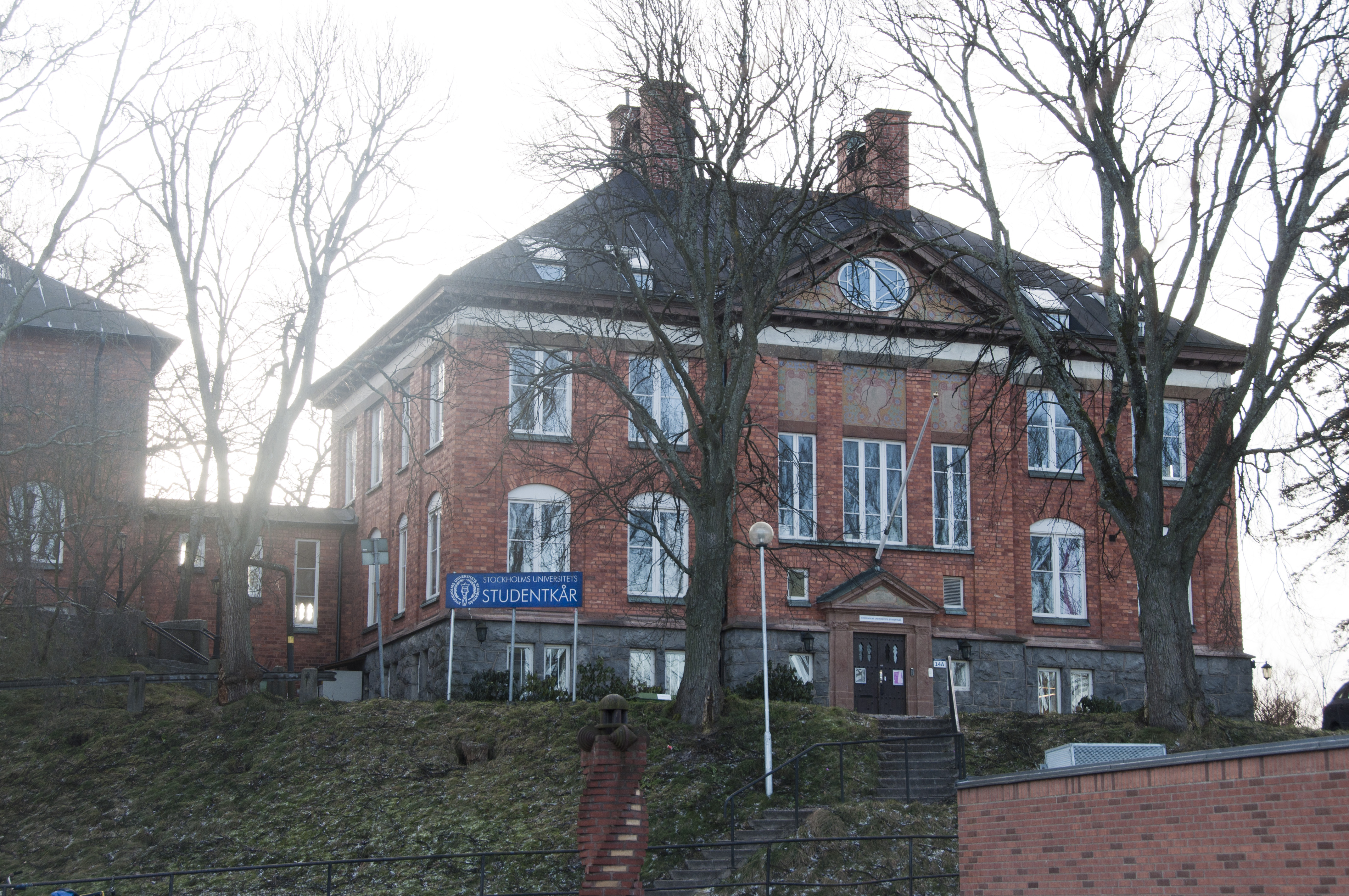
Nobelinstitutet för fysikalisk kemi.
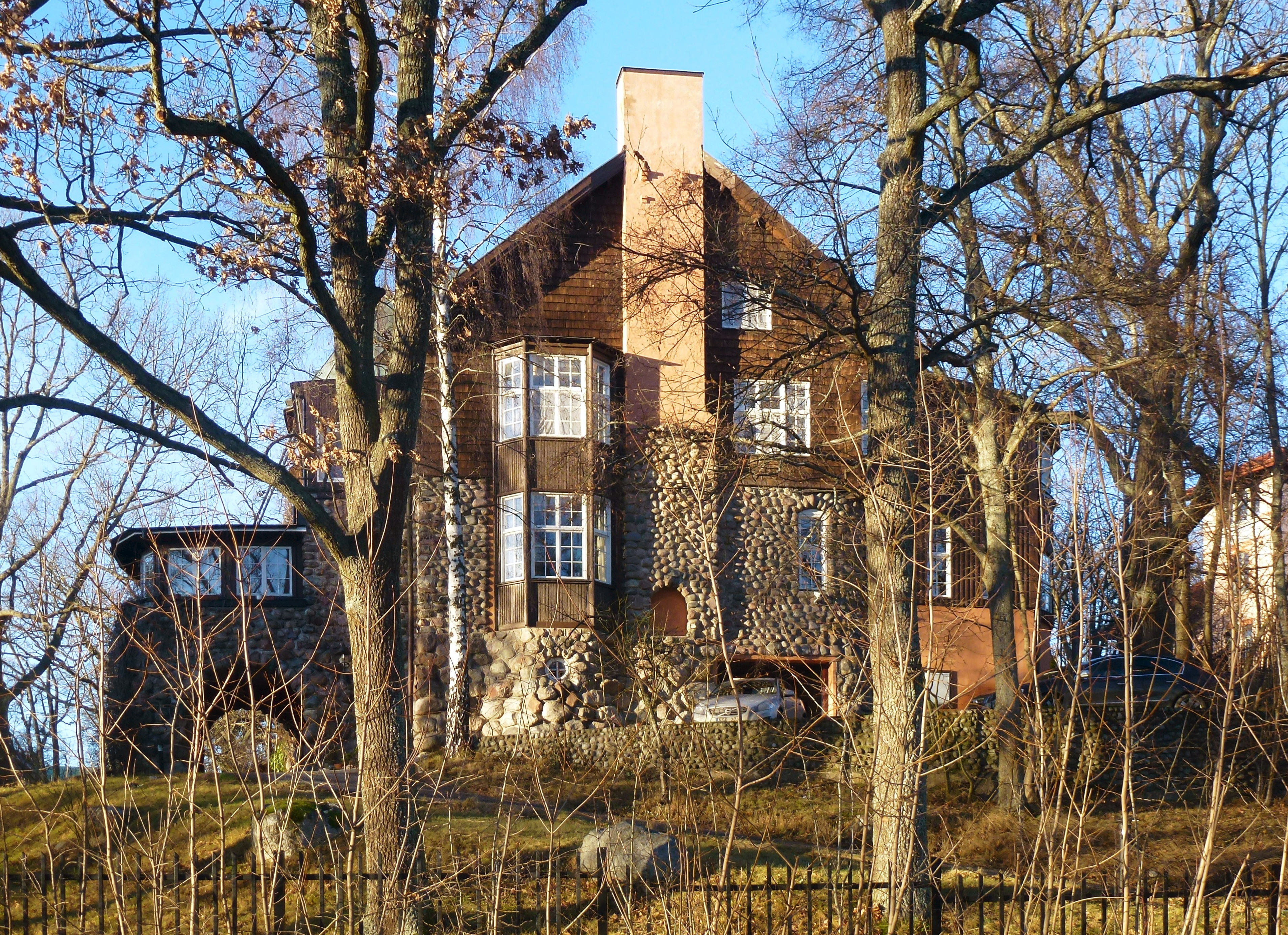
Auravägen 14, Djursholm.
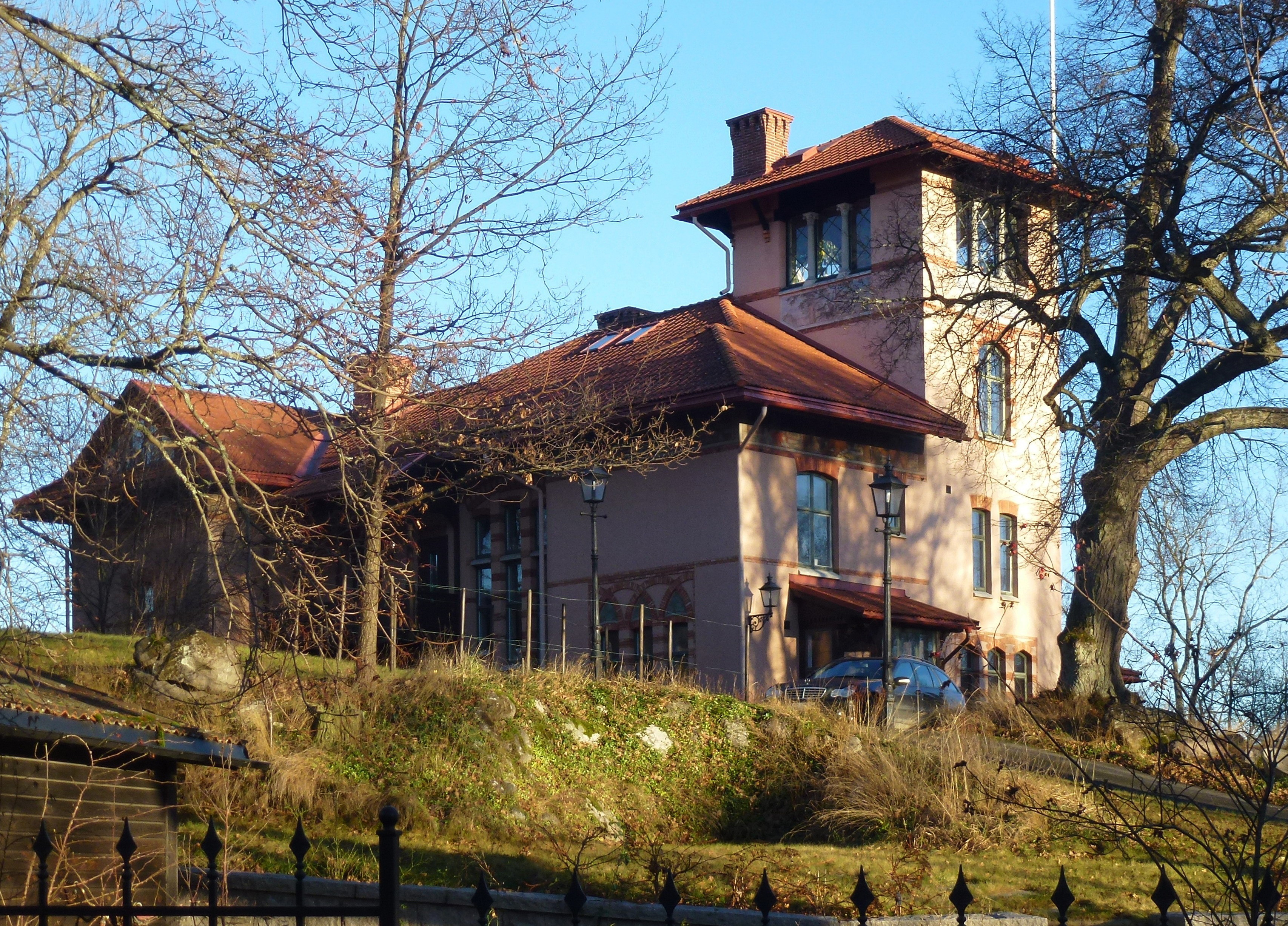
Villa Enblom, det egna hemmet.